# Église Saint-Étienne de Noisy-le-Sec
Pour les articles homonymes, voir Église Saint-Étienne.
L'église Saint-Étienne est une église catholique située allée des Peupliers à Noisy-le-Sec.

## Localisation
L'église est située dans le département français de la Seine-Saint-Denis, sur la commune de Noisy-le-Sec.

## Description
Une peinture d'Auguste-François Perrodin de 1886, consacrée au martyre de saint Étienne, orne le chœur de l'église. 

## Histoire

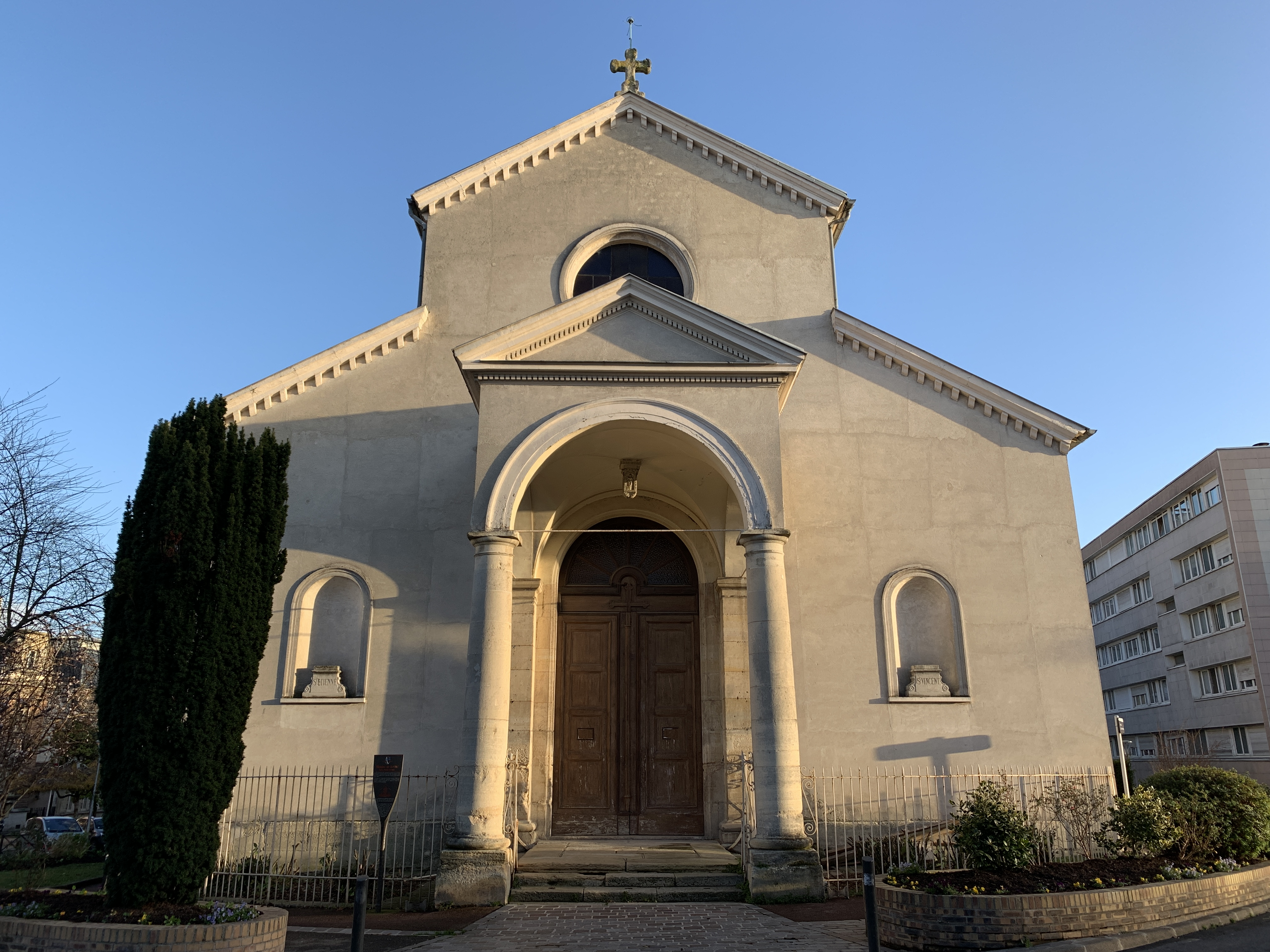
L'église en 2019, sans le clocher.

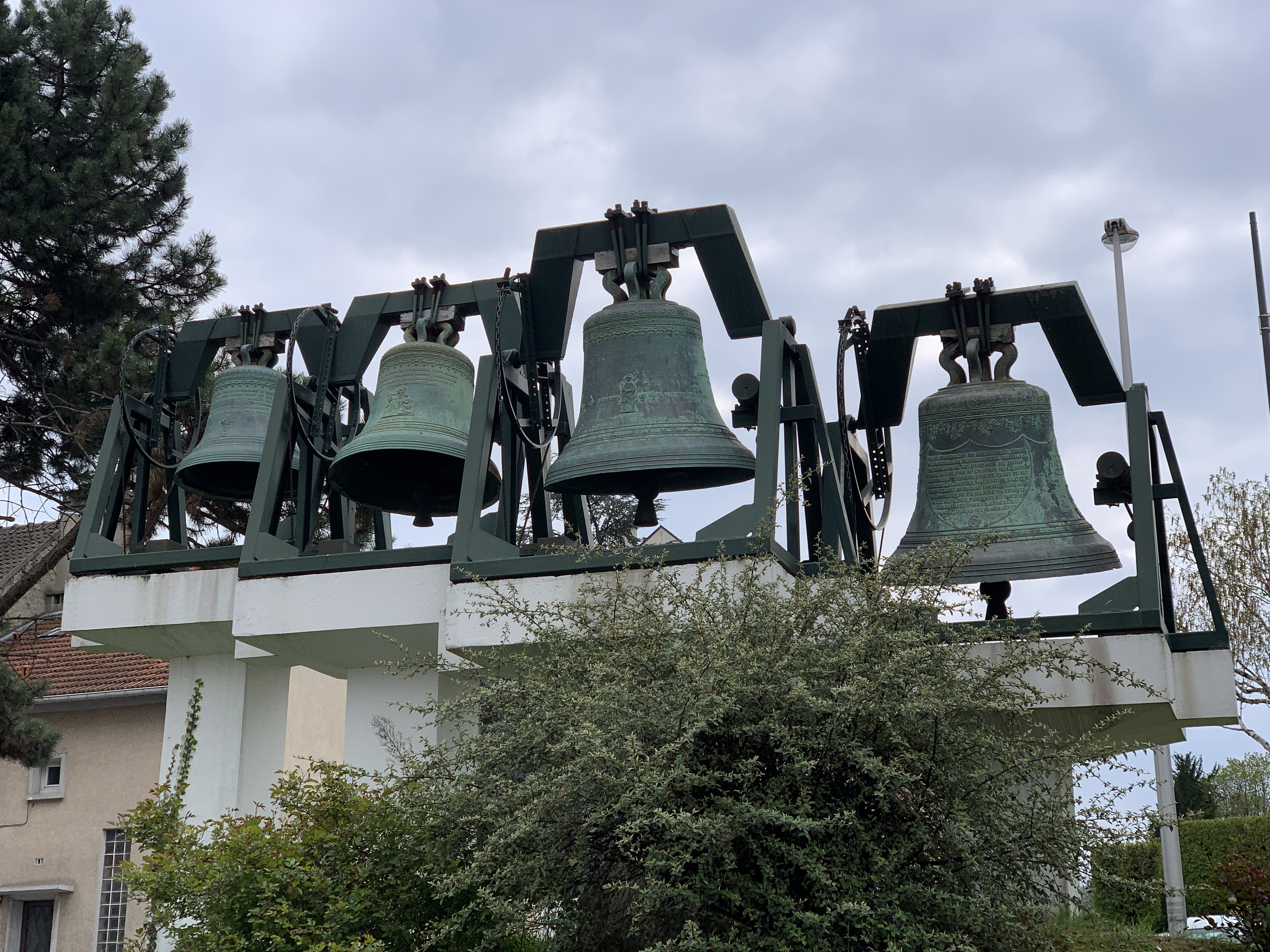
Les quatre cloches.

Une église Saint-Étienne est attestée en 992 à cet endroit lorsque le roi Robert II le Pieux confirme la donation de l’autel faite à l’abbaye de Saint-Maur par Bouchard de Montmorency et Renaud de Vendôme, évêque de Paris, son fils.
L'église est reconstruite à la fin du XVIe siècle, mais elle est fortement endommagée lors de la Terreur.
Elle est reconstruite en 1823, par l'architecte Auguste Jean Marie Guénepin,  sur un plan différent, qui conserve cependant les deux colonnes qui soutiennent le porche de la façade, et une clé de voûte.
En 1876, le conseil de fabrique de la paroisse commande aux frères Abbey, grands facteurs d'orgues à Versailles, un orgue pour l'église.
Son clocher ayant été détruit à la suite du bombardement d'avril 1944, le bâtiment est restauré en 1991 et les 4 cloches, Eléonore, Étiennette, Marie-Annonciade et Antonine, datant de 1830 à 1866, sont déposées sur le tertre de gazon à côté de l'église.